# Hamma Bouziane
Hamma Bouziane (em árabe: حامة بوزيان), anteriormente Hamma-Plaisance durante a colonização francesa, é uma cidade e comuna localizada na província de Constantina, Argélia. Segundo o censo de 2008, a população total da cidade era de 79 952 habitantes.